# Brades Village
Brades Village – wieś w Anglii, w hrabstwie ceremonialnym West Midlands, w dystrykcie metropolitalnym Sandwell. Leży 10 km na zachód od miasta Birmingham i 172 km na północny zachód od Londynu.